# EHF-Pokal der Frauen 2015/16
Am EHF-Pokal 2015/16 nahmen 46 Handball-Vereinsmannschaften teil, die sich in der vorangegangenen Saison in ihren Heimatländern für den Wettbewerb qualifiziert hatten. Die 41. Austragung des EHF-Pokals gewann die ungarische Mannschaft von Dunaújvárosi Kohász KA. Titelverteidiger war der dänische Verein Team Tvis Holstebro.

## Runde 2
Es nahmen 28 Mannschaften an der 2. Runde teil.
Die Auslosung der 2. Runde fand am 21. Juli 2015 in Wien statt.
Die Hin- und Rückspiele fanden an den Wochenenden 17.–18. sowie 24.–25. Oktober 2015 statt.

### Qualifizierte Teams
| - Fémina Visé - Hubo Initia Hasselt - HŽRK Grude Autoherc - Žrk Ilidža - ŽRK Zamet - A.C. Latsia Nicosia - DHK Baník Most - London GD Handball Club - O.F.N. Ionias - A.C. Loux Patras - Fram Reykjavík - H.C. Holon - Cassano Magnago - Indeco Conversano | - KHF Kastrioti - KHF Prishtina - ACME-Žalgiris Kaunas - HB Dudelange - HC Standard - Succes Schoonmaak/VOC Amsterdam - Pogoń Baltica Szczecin - Alavarium/Love Tiles - RK Zagorje - ŽRK Naisa Niš - LC Brühl Handball - Spono Eagles - IUVENTA Michalovce - Halytschanka |

### Ausgeloste Spiele und Ergebnisse
| Mannschaft 1                                           | Mannschaft 2                                         | Hinspiel             | Rückspiel            | Gesamt  |
| ------------------------------------------------------ | ---------------------------------------------------- | -------------------- | -------------------- | ------- |
| London GD Handball Club Aleksandra Garaloska 14        | O.F.N. Ionias Fragoula Papanikolaou 14               | 16.10.2015 18:00 Uhr | 17.10.2015 18:00 Uhr | 28 : 62 |
| London GD Handball Club Aleksandra Garaloska 14        | O.F.N. Ionias Fragoula Papanikolaou 14               | 11 : 35 (04 : 18)    | 17 : 27 (08 : 11)    | 28 : 62 |
| London GD Handball Club Aleksandra Garaloska 14        | O.F.N. Ionias Fragoula Papanikolaou 14               | 300 Zuschauer        | 200 Zuschauer        | 28 : 62 |
| HŽRK Grude Autoherc Amanda Marić 13                    | Fram Reykjavík Ragnheiður Júlíusdóttir 16            | 16.10.2015 19:00 Uhr | 17.10.2015 18:00 Uhr | 49 : 66 |
| HŽRK Grude Autoherc Amanda Marić 13                    | Fram Reykjavík Ragnheiður Júlíusdóttir 16            | 22 : 38 (09 : 21)    | 27 : 28 (12 : 12)    | 49 : 66 |
| HŽRK Grude Autoherc Amanda Marić 13                    | Fram Reykjavík Ragnheiður Júlíusdóttir 16            | 238 Zuschauer        | 215 Zuschauer        | 49 : 66 |
| RK Zagorje Lea Krajnc, Tjaša Stanko, Janja Rebol je 13 | A.C. Latsia Nicosia Marilena Solea 9                 | 23.10.2015 19:00 Uhr | 24.10.2015 20:00 Uhr | 93 : 26 |
| RK Zagorje Lea Krajnc, Tjaša Stanko, Janja Rebol je 13 | A.C. Latsia Nicosia Marilena Solea 9                 | 47 : 12 (23 : 04)    | 46 : 14 (24 : 06)    | 93 : 26 |
| RK Zagorje Lea Krajnc, Tjaša Stanko, Janja Rebol je 13 | A.C. Latsia Nicosia Marilena Solea 9                 | 400 Zuschauer        | 300 Zuschauer        | 93 : 26 |
| H.C. Holon Udochukwu Uchechi Ohaekwe 9                 | Indeco Conversano Laura Celeste Rotondo 15           | 24.10.2015 18:30 Uhr | 25.10.2015 18:30 Uhr | 46 : 62 |
| H.C. Holon Udochukwu Uchechi Ohaekwe 9                 | Indeco Conversano Laura Celeste Rotondo 15           | 27 : 32 (12 : 17)    | 19 : 30 (07 : 17)    | 46 : 62 |
| H.C. Holon Udochukwu Uchechi Ohaekwe 9                 | Indeco Conversano Laura Celeste Rotondo 15           | 1.100 Zuschauer      | 950 Zuschauer        | 46 : 62 |
| DHK Baník Most Simona Szarková 17                      | Cassano Magnago Bianca Del Balzo 16                  | 17.10.2015 18:00 Uhr | 24.10.2015 18:30 Uhr | 57 : 37 |
| DHK Baník Most Simona Szarková 17                      | Cassano Magnago Bianca Del Balzo 16                  | 30 : 17 (15 : 10)    | 27 : 20 (11 : 09)    | 57 : 37 |
| DHK Baník Most Simona Szarková 17                      | Cassano Magnago Bianca Del Balzo 16                  | 1.010 Zuschauer      | 400 Zuschauer        | 57 : 37 |
| Pogoń Baltica Szczecin Daria Zawistowska 14            | LC Brühl Handball Kerstin Kündig 9                   | 17.10.2015 17:00 Uhr | 18.10.2015 14:00 Uhr | 59 : 42 |
| Pogoń Baltica Szczecin Daria Zawistowska 14            | LC Brühl Handball Kerstin Kündig 9                   | 31 : 23 (18 : 11)    | 28 : 19 (16 : 10)    | 59 : 42 |
| Pogoń Baltica Szczecin Daria Zawistowska 14            | LC Brühl Handball Kerstin Kündig 9                   | 450 Zuschauer        | 350 Zuschauer        | 59 : 42 |
| IUVENTA Michalovce Maria Holešová 21                   | HC Standard Agnieszka Mizak, Ewa Dominiak je 8       | 17.10.2015 17:00 Uhr | 18.10.2015 17:00 Uhr | 95 : 25 |
| IUVENTA Michalovce Maria Holešová 21                   | HC Standard Agnieszka Mizak, Ewa Dominiak je 8       | 48 : 15 (27 : 08)    | 47 : 10 (26 : 03)    | 95 : 25 |
| IUVENTA Michalovce Maria Holešová 21                   | HC Standard Agnieszka Mizak, Ewa Dominiak je 8       | 800 Zuschauer        | 700 Zuschauer        | 95 : 25 |
| Spono Eagles Rahel Furrer 23                           | ACME-Žalgiris Kaunas Gabija Vidūnaitė 20             | 24.10.2015 13:00 Uhr | 25.10.2015 19:30 Uhr | 63 : 62 |
| Spono Eagles Rahel Furrer 23                           | ACME-Žalgiris Kaunas Gabija Vidūnaitė 20             | 38 : 27 (17 : 16)    | 25 : 35 (15 : 18)    | 63 : 62 |
| Spono Eagles Rahel Furrer 23                           | ACME-Žalgiris Kaunas Gabija Vidūnaitė 20             | 150 Zuschauer        | 150 Zuschauer        | 63 : 62 |
| KHF Kastrioti Belma Beba 25                            | Hubo Initia Hasselt Aurélie Bemelmans 16             | 17.10.2015 17:00 Uhr | 24.10.2015 17:00 Uhr | 51 : 59 |
| KHF Kastrioti Belma Beba 25                            | Hubo Initia Hasselt Aurélie Bemelmans 16             | 23 : 32 (12 : 11)    | 28 : 27 (15 : 14)    | 51 : 59 |
| KHF Kastrioti Belma Beba 25                            | Hubo Initia Hasselt Aurélie Bemelmans 16             | 700 Zuschauer        | 100 Zuschauer        | 51 : 59 |
| Žrk Ilidža Dragana Dejanović 11                        | Alavarium/Love Tiles Brynhildur Eddudóttir 9         | 23.10.2015 21:00 Uhr | 24.10.2015 18:30 Uhr | 36 : 55 |
| Žrk Ilidža Dragana Dejanović 11                        | Alavarium/Love Tiles Brynhildur Eddudóttir 9         | 21 : 25 (09 : 13)    | 15 : 30 (05 : 16-)   | 36 : 55 |
| Žrk Ilidža Dragana Dejanović 11                        | Alavarium/Love Tiles Brynhildur Eddudóttir 9         | 600 Zuschauer        | 600 Zuschauer        | 36 : 55 |
| HB Dudelange Joy Wirtz 13                              | ŽRK Zamet Ćamila Mičijević 9                         | 24.10.2015 20:00 Uhr | 25.10.2015 18:00 Uhr | 34 : 74 |
| HB Dudelange Joy Wirtz 13                              | ŽRK Zamet Ćamila Mičijević 9                         | 16 : 39 (08 : 17)    | 18 : 35 (07 : 17)    | 34 : 74 |
| HB Dudelange Joy Wirtz 13                              | ŽRK Zamet Ćamila Mičijević 9                         | 100 Zuschauer        | 150 Zuschauer        | 34 : 74 |
| ŽRK Naisa Niš Maja Veljković 12                        | A.C. Loux Patras Nikolitsa Koukoulomati 10           | 17.10.2015 18:30 Uhr | 18.10.2015 11:30 Uhr | 65 : 22 |
| ŽRK Naisa Niš Maja Veljković 12                        | A.C. Loux Patras Nikolitsa Koukoulomati 10           | 27 : 14 (18 : 08)    | 38 : 08 (19 : 04)    | 65 : 22 |
| ŽRK Naisa Niš Maja Veljković 12                        | A.C. Loux Patras Nikolitsa Koukoulomati 10           | 1.200 Zuschauer      | 890 Zuschauer        | 65 : 22 |
| Halytschanka Maryna Konowalowa 8                       | KHF Prishtina Burneta Rama 19                        | 24.10.2015 19:00 Uhr | 25.10.2015 11:30 Uhr | 52 : 31 |
| Halytschanka Maryna Konowalowa 8                       | KHF Prishtina Burneta Rama 19                        | 26 : 17 (09 : 08)    | 26 : 14 (13 : 06)    | 52 : 31 |
| Halytschanka Maryna Konowalowa 8                       | KHF Prishtina Burneta Rama 19                        | 500 Zuschauer        | 200 Zuschauer        | 52 : 31 |
| Fémina Visé Sara Marteleur, Kristien Leonaers je 8     | Succes Schoonmaak/VOC Amsterdam Charris Rozemalen 16 | 17.10.2015 18:00 Uhr | 24.10.2015 19:30 Uhr | 42 : 72 |
| Fémina Visé Sara Marteleur, Kristien Leonaers je 8     | Succes Schoonmaak/VOC Amsterdam Charris Rozemalen 16 | 20 : 34 (08 : 12)    | 22 : 38 (11 : 17)    | 42 : 72 |
| Fémina Visé Sara Marteleur, Kristien Leonaers je 8     | Succes Schoonmaak/VOC Amsterdam Charris Rozemalen 16 | 350 Zuschauer        | 400 Zuschauer        | 42 : 72 |

## Runde 3
Es nehmen 32 Mannschaften an der 3. Runde teil.
Die Auslosung der 3. Runde fand am 21. Juli 2015 in Wien statt.
Die Hin- und Rückspiele finden an den Wochenenden 14.–15. sowie 21.–22. November 2015 statt.

### Qualifizierte Teams
| - Hubo Initia Hasselt - ŽRK Zamet - DHK Baník Most - HC Odense - Randers HK - Silkeborg-Voel KFUM - TuS Metzingen - HC Leipzig - Balonmano Bera Bera - Nantes Loire Atlantique HB - Union Mios Biganos-Bègles Handball - Handball Cercle Nîmes - O.F.N. Ionias - Dunaújvárosi Kohász KA - Siófok KC - Fram Reykjavík | - Indeco Conversano - Succes Schoonmaak/VOC Amsterdam - Tertnes IL - Pogoń Baltica Szczecin - Alavarium/Love Tiles - ASC Corona 2010 Brașov - HCM Roman - GK Astrachanotschka - GK Dinamo Wolgograd - RK Zagorje - ŽRK Naisa Niš - H 65 Höör - Spono Eagles - IUVENTA Michalovce - Muratpaşa Belediyesi SK - Halytschanka |

### Ausgeloste Spiele und Ergebnisse
| Mannschaft 1                                               | Mannschaft 2                                        | Hinspiel             | Rückspiel            | Gesamt  |
| ---------------------------------------------------------- | --------------------------------------------------- | -------------------- | -------------------- | ------- |
| Randers HK Camilla Dalby 14                                | Succes Schoonmaak/VOC Amsterdam Rachel de Haze 12   | 14.11.2015 19:30 Uhr | 21.11.2015 19:30 Uhr | 65 : 43 |
| Randers HK Camilla Dalby 14                                | Succes Schoonmaak/VOC Amsterdam Rachel de Haze 12   | 36 : 25 (17 : 11)    | 29 : 18 (18 : 08)    | 65 : 43 |
| Randers HK Camilla Dalby 14                                | Succes Schoonmaak/VOC Amsterdam Rachel de Haze 12   | 649 Zuschauer        | 350 Zuschauer        | 65 : 43 |
| Muratpaşa Belediyesi SK Walerija Baranik 14                | Halytschanka Lessja Smolinh 13                      | 14.11.2015 15:00 Uhr | 22.11.2015 17:00 Uhr | 58 : 52 |
| Muratpaşa Belediyesi SK Walerija Baranik 14                | Halytschanka Lessja Smolinh 13                      | 28 : 22 (11 : 12)    | 30 : 30 (14 : 15)    | 58 : 52 |
| Muratpaşa Belediyesi SK Walerija Baranik 14                | Halytschanka Lessja Smolinh 13                      | 900 Zuschauer        | 750 Zuschauer        | 58 : 52 |
| Siófok KC Asma El Ghaoui 18                                | Alavarium/Love Tiles Mariana Lopes 13               | 13.11.2015 18:00 Uhr | 14.11.2015 18:00 Uhr | 79 : 46 |
| Siófok KC Asma El Ghaoui 18                                | Alavarium/Love Tiles Mariana Lopes 13               | 40 : 25 (16 : 14)    | 39 : 21 (18 : 12)    | 79 : 46 |
| Siófok KC Asma El Ghaoui 18                                | Alavarium/Love Tiles Mariana Lopes 13               | 450 Zuschauer        | 400 Zuschauer        | 79 : 46 |
| IUVENTA Michalovce Tetjana Trehubowa, Olha Perederij je 13 | Balonmano Bera Bera Ana Isabel Martínez Martínez 17 | 15.11.2015 17:15 Uhr | 22.11.2015 12:00 Uhr | 58 : 53 |
| IUVENTA Michalovce Tetjana Trehubowa, Olha Perederij je 13 | Balonmano Bera Bera Ana Isabel Martínez Martínez 17 | 34 : 29 (17 : 17)    | 24 : 24 (10 : 09)    | 58 : 53 |
| IUVENTA Michalovce Tetjana Trehubowa, Olha Perederij je 13 | Balonmano Bera Bera Ana Isabel Martínez Martínez 17 | 1.800 Zuschauer      | 1.000 Zuschauer      | 58 : 53 |
| RK Zagorje Janja Rebolj 8                                  | HC Leipzig Saskia Lang 13                           | 19.11.2015 19:00 Uhr | 21.11.2015 15:00 Uhr | 42 : 60 |
| RK Zagorje Janja Rebolj 8                                  | HC Leipzig Saskia Lang 13                           | 17 : 26 (09 : 10)    | 25 : 34 (09 : 17)    | 42 : 60 |
| RK Zagorje Janja Rebolj 8                                  | HC Leipzig Saskia Lang 13                           | 948 Zuschauer        | 1.768 Zuschauer      | 42 : 60 |
| GK Astrachanotschka Anna Wjachirewa 12                     | O.F.N. Ionias Lamprini Tsakalou 15                  | 13.11.2015 16:00 Uhr | 14.11.2015 16:00 Uhr | 81 : 43 |
| GK Astrachanotschka Anna Wjachirewa 12                     | O.F.N. Ionias Lamprini Tsakalou 15                  | 42 : 28 (24 : 09)    | 39 : 15 (22 : 10)    | 81 : 43 |
| GK Astrachanotschka Anna Wjachirewa 12                     | O.F.N. Ionias Lamprini Tsakalou 15                  | 1.850 Zuschauer      | 2.000 Zuschauer      | 81 : 43 |
| ŽRK Zamet Ćamila Mičijević, Dejana Milosavljević je 8      | HC Odense Maja Jakobsen 17                          | 21.11.2015 14:00 Uhr | 22.11.2015 14:00 Uhr | 44 : 58 |
| ŽRK Zamet Ćamila Mičijević, Dejana Milosavljević je 8      | HC Odense Maja Jakobsen 17                          | 23 : 28 (15 : 13)    | 21 : 30 (13 : 14)    | 44 : 58 |
| ŽRK Zamet Ćamila Mičijević, Dejana Milosavljević je 8      | HC Odense Maja Jakobsen 17                          | 435 Zuschauer        | 350 Zuschauer        | 44 : 58 |
| Handball Cercle Nîmes Blandine Dancette 11                 | Hubo Initia Hasselt Edel Robyns 16                  | 20.11.2015 20:30 Uhr | 21.11.2015 17:45 Uhr | 67 : 44 |
| Handball Cercle Nîmes Blandine Dancette 11                 | Hubo Initia Hasselt Edel Robyns 16                  | 39 : 18 (21 : 08)    | 28 : 26 (17 : 13)    | 67 : 44 |
| Handball Cercle Nîmes Blandine Dancette 11                 | Hubo Initia Hasselt Edel Robyns 16                  | 150 Zuschauer        | 120 Zuschauer        | 67 : 44 |
| ŽRK Naisa Niš Hristina Nedeljković 13                      | TuS Metzingen Julia Behnke 14                       | 14.11.2015 19:00 Uhr | 15.11.2015 16:00 Uhr | 50 : 88 |
| ŽRK Naisa Niš Hristina Nedeljković 13                      | TuS Metzingen Julia Behnke 14                       | 29 : 38 (10 : 20)    | 21 : 50 (08 : 19)    | 50 : 88 |
| ŽRK Naisa Niš Hristina Nedeljković 13                      | TuS Metzingen Julia Behnke 14                       | 900 Zuschauer        | 760 Zuschauer        | 50 : 88 |
| HCM Roman Iryna Hlibko 17                                  | Fram Reykjavík Ragnheiður Júlíusdóttir 12           | 14.11.2015 13:00 Uhr | 21.11.2015 17:00 Uhr | 56 : 47 |
| HCM Roman Iryna Hlibko 17                                  | Fram Reykjavík Ragnheiður Júlíusdóttir 12           | 29 : 25 (17 : 11)    | 27 : 22 (14 : 12)    | 56 : 47 |
| HCM Roman Iryna Hlibko 17                                  | Fram Reykjavík Ragnheiður Júlíusdóttir 12           | 350 Zuschauer        | 300 Zuschauer        | 56 : 47 |
| Spono Eagles Lisa Frey 11                                  | Silkeborg-Voel KFUM Freja Cohrt Kyndbøl 19          | 20.11.2015 19:00 Uhr | 21.11.2015 16:00 Uhr | 42 : 67 |
| Spono Eagles Lisa Frey 11                                  | Silkeborg-Voel KFUM Freja Cohrt Kyndbøl 19          | 20 : 33 (09 : 15)    | 22 : 34 (08 : 16)    | 42 : 67 |
| Spono Eagles Lisa Frey 11                                  | Silkeborg-Voel KFUM Freja Cohrt Kyndbøl 19          | 404 Zuschauer        | 409 Zuschauer        | 42 : 67 |
| GK Dinamo Wolgograd Polina Wedjochina 15                   | DHK Baník Most Markéta Jeřábková 12                 | 15.11.2015 18:00 Uhr | 16.11.2015 18:00 Uhr | 61 : 58 |
| GK Dinamo Wolgograd Polina Wedjochina 15                   | DHK Baník Most Markéta Jeřábková 12                 | 31 : 31 (14 : 16)    | 30 : 27 (16 : 13)    | 61 : 58 |
| GK Dinamo Wolgograd Polina Wedjochina 15                   | DHK Baník Most Markéta Jeřábková 12                 | 1.250 Zuschauer      | 1.250 Zuschauer      | 61 : 58 |
| Tertnes IL                                                 | Union Mios Biganos-Bègles Handball                  | --.--.---- --:-- Uhr | --.--.---- --:-- Uhr | 20 : 0  |
| Tertnes IL                                                 | Union Mios Biganos-Bègles Handball                  | 10 : 00 (-- : --)    | 10 : 00 (-- : --)    | 20 : 0  |
| Tertnes IL                                                 | Union Mios Biganos-Bègles Handball                  | 0 Zuschauer          | 0 Zuschauer          | 20 : 0  |
| Dunaújvárosi Kohász KA Melinda Vincze 14                   | Indeco Conversano Laura Celeste Rotondo 21          | 14.11.2015 17:00 Uhr | 21.11.2015 18:30 Uhr | 68 : 49 |
| Dunaújvárosi Kohász KA Melinda Vincze 14                   | Indeco Conversano Laura Celeste Rotondo 21          | 37 : 25 (15 : 14)    | 31 : 24 (17 : 12)    | 68 : 49 |
| Dunaújvárosi Kohász KA Melinda Vincze 14                   | Indeco Conversano Laura Celeste Rotondo 21          | 750 Zuschauer        | 500 Zuschauer        | 68 : 49 |
| Nantes Loire Atlantique HB Ivana Lovrić 11                 | H 65 Höör Jasmina Đapanović 15                      | 14.11.2015 20:30 Uhr | 21.11.2015 16:00 Uhr | 54 : 56 |
| Nantes Loire Atlantique HB Ivana Lovrić 11                 | H 65 Höör Jasmina Đapanović 15                      | 27 : 26 (13 : 18)    | 27 : 30 (15 : 17)    | 54 : 56 |
| Nantes Loire Atlantique HB Ivana Lovrić 11                 | H 65 Höör Jasmina Đapanović 15                      | 5.000 Zuschauer      | 476 Zuschauer        | 54 : 56 |
| ASC Corona 2010 Brașov Carmen Cartaș 17                    | Pogoń Baltica Szczecin Małgorzata Stasiak 9         | 14.11.2015 16:00 Uhr | 15.11.2015 16:00 Uhr | 48 : 44 |
| ASC Corona 2010 Brașov Carmen Cartaș 17                    | Pogoń Baltica Szczecin Małgorzata Stasiak 9         | 24 : 24 (13 : 13)    | 24 : 20 (14 : 12)    | 48 : 44 |
| ASC Corona 2010 Brașov Carmen Cartaș 17                    | Pogoń Baltica Szczecin Małgorzata Stasiak 9         | 1.350 Zuschauer      | 1.300 Zuschauer      | 48 : 44 |

## Achtelfinale
Im Achtelfinale nahmen die Gewinner der 3. Runde teil.

Die Auslosung des Achtelfinale fand am 24. November 2015 in Wien statt.

Die Hinspiele fanden am 9. bis 10. Januar 2016 statt. Die Rückspiele fanden am 16. bis 17. Januar 2016 statt.

### Qualifizierte Teams
| - TuS Metzingen - HC Leipzig - HC Odense - Randers HK - Silkeborg-Voel KFUM - Handball Cercle Nîmes - Dunaújvárosi Kohász KA - Siófok KC | - Tertnes IL - ASC Corona 2010 Brașov - HCM Roman - GK Astrachanotschka - GK Dinamo Wolgograd - IUVENTA Michalovce - H 65 Höör - Muratpaşa Belediyesi SK |

### Ausgeloste Spiele und Ergebnisse
| Mannschaft 1                                                | Mannschaft 2                                             | Hinspiel             | Rückspiel            | Gesamt      |
| ----------------------------------------------------------- | -------------------------------------------------------- | -------------------- | -------------------- | ----------- |
| TuS Metzingen Anna Loerper, Julia Behnke je 9               | IUVENTA Michalovce Julyja Kutscher 11                    | 09.01.2016 19:00 Uhr | 16.01.2016 17:30 Uhr | 56 : 48     |
| TuS Metzingen Anna Loerper, Julia Behnke je 9               | IUVENTA Michalovce Julyja Kutscher 11                    | 30 : 26 (16 : 19)    | 26 : 22 (15 : 13)    | 56 : 48     |
| TuS Metzingen Anna Loerper, Julia Behnke je 9               | IUVENTA Michalovce Julyja Kutscher 11                    | 1.770 Zuschauer      | 1.700 Zuschauer      | 56 : 48     |
| Tertnes IL Stine Skogrand 14                                | HC Odense Line Haugsted 19                               | 10.01.2016 18:00 Uhr | 16.01.2016 15:00 Uhr | 46 : 50     |
| Tertnes IL Stine Skogrand 14                                | HC Odense Line Haugsted 19                               | 21 : 22 (10 : 16)    | 25 : 28 (14 : 10)    | 46 : 50     |
| Tertnes IL Stine Skogrand 14                                | HC Odense Line Haugsted 19                               | 413 Zuschauer        | 815 Zuschauer        | 46 : 50     |
| HCM Roman Iryna Hlibko 21                                   | ASC Corona 2010 Brașov Cristina Zamfir 19                | 10.01.2016 11:30 Uhr | 17.01.2016 15:00 Uhr | 43 : 47     |
| HCM Roman Iryna Hlibko 21                                   | ASC Corona 2010 Brașov Cristina Zamfir 19                | 22 : 21 (09 : 10)    | 21 : 26 (08 : 13)    | 43 : 47     |
| HCM Roman Iryna Hlibko 21                                   | ASC Corona 2010 Brașov Cristina Zamfir 19                | 750 Zuschauer        | 1.400 Zuschauer      | 43 : 47     |
| Handball Cercle Nîmes Chloé Bulleux 15                      | Randers HK Jane Schumacher 11                            | 09.01.2016 20:00 Uhr | 16.01.2016 20:00 Uhr | 48 : 60     |
| Handball Cercle Nîmes Chloé Bulleux 15                      | Randers HK Jane Schumacher 11                            | 27 : 27 (13 : 13)    | 21 : 33 (11 : 14)    | 48 : 60     |
| Handball Cercle Nîmes Chloé Bulleux 15                      | Randers HK Jane Schumacher 11                            | 2.000 Zuschauer      | 579 Zuschauer        | 48 : 60     |
| Dunaújvárosi Kohász KA Anna Kovács, Krisztina Triscsuk je 9 | Siófok KC Annamária Orbán 13                             | 10.01.2016 16:00 Uhr | 16.01.2016 15:45 Uhr | 47 : 47 (a) |
| Dunaújvárosi Kohász KA Anna Kovács, Krisztina Triscsuk je 9 | Siófok KC Annamária Orbán 13                             | 24 : 19 (09 : 10)    | 23 : 28 (09 : 11)    | 47 : 47 (a) |
| Dunaújvárosi Kohász KA Anna Kovács, Krisztina Triscsuk je 9 | Siófok KC Annamária Orbán 13                             | 1.200 Zuschauer      | 500 Zuschauer        | 47 : 47 (a) |
| HC Leipzig Alexandra Mazzucco, Karolina Kudłacz-Gloc je 11  | Muratpaşa Belediyesi SK Diğdem Hoşgör 12                 | 10.01.2016 15:00 Uhr | 16.01.2016 15:00 Uhr | 59 : 51     |
| HC Leipzig Alexandra Mazzucco, Karolina Kudłacz-Gloc je 11  | Muratpaşa Belediyesi SK Diğdem Hoşgör 12                 | 33 : 26 (13 : 16)    | 26 : 25 (12 : 15)    | 59 : 51     |
| HC Leipzig Alexandra Mazzucco, Karolina Kudłacz-Gloc je 11  | Muratpaşa Belediyesi SK Diğdem Hoşgör 12                 | 2.478 Zuschauer      | 1.100 Zuschauer      | 59 : 51     |
| GK Astrachanotschka Karyna Yezhykava 14                     | GK Dinamo Wolgograd Jekaterina Fanina 9                  | 10.01.2016 14:00 Uhr | 16.01.2016 14:00 Uhr | 54 : 45     |
| GK Astrachanotschka Karyna Yezhykava 14                     | GK Dinamo Wolgograd Jekaterina Fanina 9                  | 31 : 26 (18 : 16)    | 23 : 19 (12 : 10)    | 54 : 45     |
| GK Astrachanotschka Karyna Yezhykava 14                     | GK Dinamo Wolgograd Jekaterina Fanina 9                  | 3.500 Zuschauer      | 1.300 Zuschauer      | 54 : 45     |
| H 65 Höör Jasmina Đapanović 16                              | Silkeborg-Voel KFUM Christina Wildbork, Freja Cohrt je 9 | 09.01.2016 16:00 Uhr | 16.01.2016 13:00 Uhr | 50 : 50 (a) |
| H 65 Höör Jasmina Đapanović 16                              | Silkeborg-Voel KFUM Christina Wildbork, Freja Cohrt je 9 | 22 : 26 (10 : 13)    | 28 : 24 (12 : 13)    | 50 : 50 (a) |
| H 65 Höör Jasmina Đapanović 16                              | Silkeborg-Voel KFUM Christina Wildbork, Freja Cohrt je 9 | 649 Zuschauer        | 510 Zuschauer        | 50 : 50 (a) |

## Viertelfinale
Im Viertelfinale nahmen die Gewinner der Achtelfinalpartien teil. Die Auslosung fand am 19. Januar 2016 in Wien statt.

### Qualifizierte Teams
| - TuS Metzingen - HC Leipzig - HC Odense - Randers HK - Dunaújvárosi Kohász KA - ASC Corona 2010 Brașov - GK Astrachanotschka - H 65 Höör |

### Ausgeloste Spiele und Ergebnisse
| Mannschaft 1                           | Mannschaft 2                                                 | Hinspiel             | Rückspiel            | Gesamt  |
| -------------------------------------- | ------------------------------------------------------------ | -------------------- | -------------------- | ------- |
| HC Odense Line Haugsted 11             | ASC Corona 2010 Brașov Camelia Hotea 10                      | 21.02.2016 16:00 Uhr | 28.02.2016 14:00 Uhr | 42 : 50 |
| HC Odense Line Haugsted 11             | ASC Corona 2010 Brașov Camelia Hotea 10                      | 21 : 29 (10 : 13)    | 21 : 21 (08 : 09)    | 42 : 50 |
| HC Odense Line Haugsted 11             | ASC Corona 2010 Brașov Camelia Hotea 10                      | 624 Zuschauer        | 2.000 Zuschauer      | 42 : 50 |
| GK Astrachanotschka Anna Wjachirewa 14 | Dunaújvárosi Kohász KA Anna Kovács, Krisztina Triscsuk je 10 | 26.02.2016 18:00 Uhr | 28.02.2016 13:00 Uhr | 46 : 48 |
| GK Astrachanotschka Anna Wjachirewa 14 | Dunaújvárosi Kohász KA Anna Kovács, Krisztina Triscsuk je 10 | 26 : 23 (15 : 12)    | 20 : 25 (09 : 12)    | 46 : 48 |
| GK Astrachanotschka Anna Wjachirewa 14 | Dunaújvárosi Kohász KA Anna Kovács, Krisztina Triscsuk je 10 | 700 Zuschauer        | 800 Zuschauer        | 46 : 48 |
| Randers HK Camilla Dalby 18            | H 65 Höör Jasmina Đapanović 13                               | 20.02.2016 16:00 Uhr | 27.02.2016 15:00 Uhr | 57 : 49 |
| Randers HK Camilla Dalby 18            | H 65 Höör Jasmina Đapanović 13                               | 30 : 27 (16 : 15)    | 27 : 22 (13 : 10)    | 57 : 49 |
| Randers HK Camilla Dalby 18            | H 65 Höör Jasmina Đapanović 13                               | 475 Zuschauer        | 585 Zuschauer        | 57 : 49 |
| TuS Metzingen Bernadett Temes 13       | HC Leipzig Saskia Lang 11                                    | 19.02.2016 20:00 Uhr | 28.02.2016 15:00 Uhr | 52 : 49 |
| TuS Metzingen Bernadett Temes 13       | HC Leipzig Saskia Lang 11                                    | 25 : 24 (09 : 13)    | 27 : 25 (12 : 10)    | 52 : 49 |
| TuS Metzingen Bernadett Temes 13       | HC Leipzig Saskia Lang 11                                    | 2.000 Zuschauer      | 1.581 Zuschauer      | 52 : 49 |

## Halbfinale
Im Halbfinale nahmen die Gewinner des Viertelfinales teil. Die Hinspiele fanden am 2.–3. April 2016 statt. Die Rückspiele fanden am 9.–10. April 2016 statt.

### Ausgeloste Spiele und Ergebnisse
| Mannschaft 1                              | Mannschaft 2                          | Hinspiel             | Rückspiel            | Gesamt      |
| ----------------------------------------- | ------------------------------------- | -------------------- | -------------------- | ----------- |
| Randers HK Camilla Dalby 10               | Dunaújvárosi Kohász KA Anna Kovács 14 | 03.04.2016 19:30 Uhr | 10.04.2016 16:00 Uhr | 52 : 52 (a) |
| Randers HK Camilla Dalby 10               | Dunaújvárosi Kohász KA Anna Kovács 14 | 27 : 29 (13 : 16)    | 25 : 23 (10 : 16)    | 52 : 52 (a) |
| Randers HK Camilla Dalby 10               | Dunaújvárosi Kohász KA Anna Kovács 14 | 997 Zuschauer        | 1.000 Zuschauer      | 52 : 52 (a) |
| ASC Corona 2010 Brașov Cristina Zamfir 19 | TuS Metzingen Anna Loerper 20         | 03.04.2016 18:00 Uhr | 09.04.2016 20:00 Uhr | 45 : 56     |
| ASC Corona 2010 Brașov Cristina Zamfir 19 | TuS Metzingen Anna Loerper 20         | 22 : 26 (11 : 15)    | 23 : 30 (12 : 14)    | 45 : 56     |
| ASC Corona 2010 Brașov Cristina Zamfir 19 | TuS Metzingen Anna Loerper 20         | 1.700 Zuschauer      | 2.600 Zuschauer      | 45 : 56     |

## Finale
Es nahmen die zwei Sieger aus dem Halbfinale teil. Das Hinspiel fand am 30. April 2016 statt. Das Rückspiel fand am 6. Mai 2016 statt.

### Ausgeloste Spiele und Ergebnisse
| Mannschaft 1                  | Mannschaft 2                                 | Hinspiel           | Rückspiel          | Gesamt  |
| ----------------------------- | -------------------------------------------- | ------------------ | ------------------ | ------- |
| TuS Metzingen Tonje Løseth 14 | Dunaújvárosi Kohász KA Krisztina Triscsuk 16 | 30.04.16 20:00 Uhr | 06.05.16 18:00 Uhr | 49 : 55 |
| TuS Metzingen Tonje Løseth 14 | Dunaújvárosi Kohász KA Krisztina Triscsuk 16 | 28 : 26 (13 : 10)  | 21 : 29 (14 : 18)  | 49 : 55 |
| TuS Metzingen Tonje Løseth 14 | Dunaújvárosi Kohász KA Krisztina Triscsuk 16 | 2408 Zuschauer     | 4.000 Zuschauer    | 49 : 55 |

### Hinspiel
TuS Metzingen - Dunaújvárosi Kohász KA  28 : 26 (13 : 10)
30. April 2016 in Tübingen, Paul Horn Arena, 2.408 Zuschauer.
TuS Metzingen: Obein, Stockhorst – Løseth   (6), Loerper (5), Temes  (5), Michielsen   (3), Weigel (3), Zapf (3), Beddies  (2), Vollebregt (1), Dinkel, Großmann, Kubasta, Stefani, Putzke
Dunaújvárosi Kohász KA: Triffa, Oguntoye – A. Kovács  (6), Bulath    (5), Triscsuk (5), Azari  (3), Szalai (3), Vincze  (3), Takács (1), Ferenczy, Hajtai, Horváth, Klujber, K. Kovács, Nick, Tomoriné Kamper
Schiedsrichter:  Javier Álvarez Mata und Yon Bustamante López
Quelle: Spielbericht

### Rückspiel
Dunaújvárosi Kohász KA - TuS Metzingen  29 : 21 (18 : 14)
6. Mai 2016 in Veszprém, Veszprém Aréna, 4.000 Zuschauer.
Dunaújvárosi Kohász KA: Triffa, Oguntoye – Triscsuk  (11), Azari (6), Bulath   (3), Szalai (3), A. Kovács  (2), Takács (2), Vincze   (2), Ferenczy, Hajtai, Horváth, Klujber, K. Kovács, Nick, Tomoriné Kamper
TuS Metzingen: Obein, Stockhorst – Løseth    (8), Zapf  (5), Loerper (4), Großmann  (1), Michielsen  (1), Temes   (1), Weigel (1), Beddies, Dinkel, Vollebregt, Kubasta, Stefani
Schiedsrichter:  Aušra Žalienė und Viktorija Kijauskaitė
Quelle: Spielbericht

## Statistiken

### Torschützenliste
Die Torschützenliste zeigt die drei besten Torschützinnen des EHF-Pokals der Frauen 2015/16.
Zu sehen sind die Nation der Spielerin, der Name, die Position, der Verein, die gespielten Spiele, die Tore und die Ø-Tore.
| Pl. | Nation      | Spieler            | Pos. | Verein                 | Sp. | Tore | Ø    |
| --- | ----------- | ------------------ | ---- | ---------------------- | --- | ---- | ---- |
| 1.  | Deutschland | Anna Loerper       | (RM) | TuS Metzingen          | 10  | 57   | 5,7  |
| 1.  | Ungarn      | Krisztina Triscsuk | (RL) | Dunaújvárosi Kohász KA | 10  | 57   | 5,7  |
| 1.  | Rumänien    | Cristina Zamfir    | (RL) | ASC Corona 2010 Brașov | 8   | 57   | 7,13 |